# Sabanagrande (ort i Colombia, Atlántico, lat 10,79, long -74,76)
Sabanagrande är en ort i Colombia.   Den ligger i departementet Atlántico, i den norra delen av landet, 700 km norr om huvudstaden Bogotá. Sabanagrande ligger 9 meter över havet och antalet invånare är 24 880. Den ligger vid sjöarna  Ciénaga Santo Tomás och Ciénaga El Convento.
Terrängen runt Sabanagrande är platt. Runt Sabanagrande är det ganska tätbefolkat, med 90 invånare per kvadratkilometer. Närmaste större samhälle är Barranquilla, 19,8 km norr om Sabanagrande. Omgivningarna runt Sabanagrande är huvudsakligen savann.